# Érection post-mortem
Une érection post mortem, aussi appelée érection terminale, est une érection, techniquement priapique, observée sur des corps humains mâles qui ont été exécutés, particulièrement par pendaison ou par strangulation.

## Généralités
Le phénomène est attribué à la pression faite sur le cervelet par la corde. Des lésions à la moelle épinière sont liées au priapisme. Des lésions au cervelet ou à la moelle épinière sont également souvent associées au priapisme chez des patients vivants.
La mort par pendaison, que ce soit par exécution ou par suicide, affecte souvent les organes génitaux masculins comme féminins. Chez les femmes, les lèvres de la vulve se gonflent et il peut survenir un écoulement de sang du vagin. Chez les hommes, on trouve un état d'érection du pénis plus ou moins complet, avec écoulements d'urine, de mucus ou de fluide prostatique, qui surviennent assez souvent.
D'autres causes de décès peuvent aussi être responsables de ces effets, comme des blessures par balle au cerveau ou touchant des vaisseaux sanguins importants, ou des empoisonnements violents. En médecine légale, la présence d'une érection terminale est un indicateur d'une mort très probablement rapide et violente.

## Dans la culture
- Un passage du premier acte d'En attendant Godot de Samuel Beckett.
- Un passage dans le roman Gamiani ou Deux nuits d'excès d'Alfred de Musset.
- La section Cyclopes du roman Ulysse de James Joyce.
- Vers la fin de la nouvelle d'Herman Melville, Billy Budd (où l'on parle de muscular spasm, c'est-à-dire de spasme musculaire).
- Dans Mason & Dixon de Thomas Pynchon.
- Dans Histoire de la décadence et de la chute de l'Empire romain d'Edward Gibbon.
- Dans Histoire de l'œil de Georges Bataille.
- Dans le roman de Boris Vian, J'irai cracher sur vos tombes (la narration s'achève avec ces mots : « Ceux du village le pendirent tout de même parce que c'était un nègre. Sous son pantalon, son bas-ventre faisait encore une bosse dérisoire. »).
- Dans le documentaire de Michael Moore, Fahrenheit 9/11.
- Dans le film Le monde ne suffit pas, James Bond, à la fin, est attaché à une chaise de torture destinée à lui briser la nuque et Sophie Marceau évoque « l'effet » de ce genre de mort.
- Dans la série Six Feet Under, épisode 2 de la saison 1.
- Dans le roman Les Bienveillantes de Jonathan Littell (page 143 de l'édition poche).